# Дадли Норт, 4-й барон Норт
Дадли Норт, 4-й барон Норт (англ. Dudley North, 4th Baron North; 1602, Киртлинг Тауэр в графстве Кембриджшир — 24 июня 1677, там же) — английским политик, член Палаты общин Англии, прозаик и поэт.

## Биография

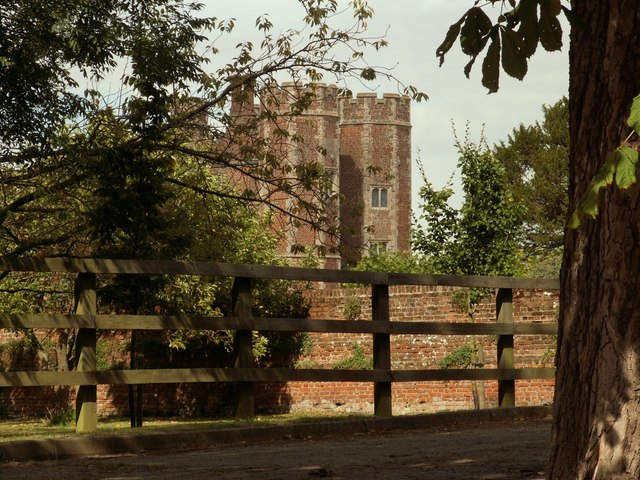
Сторожевая башня Киртлинг Тауэр

Представитель угасшего дворянского титула в системе Пэрства Англии. Старший сын Дадли Норта, 3-го барона Норта (1581—1666), который в 1640—1642 годах занимал должность лорда-лейтенанта Кембриджшира.
В 1616 году стал компаньоном (кавалером) ордена Бани. С 1619 года обучался в Колледже Святого Иоанна (Кембридж). Был принят в Грейс-Инн.
В 1620 году добровольцем участвовал в Голландско-португальской войне.
Позже путешествовал по Италии, Франции и Испании. В 1628 году был избран членом парламента от Хоршема (1628—1629), Кембриджшира (1640—1648) и Кембриджа (1660). Был членом Короткого (в 1640) и Долгого парламентов.
После смерти отца в январе 1667 года наследовал титул барона Норта.

## Творчество
Автор ряда сочинений по экономике, теологии, ведению домашнего хозяйства. Помимо прочего, он опубликовал «Passages relating to the Long Parliament», воспоминание о Долгом парламенте, членом которого он был, и «Observations and Advices Oeconomical» («Экономические замечания и советы»). Также писал стихи. В 1619 году впервые опубликовал стихи в Lacrymae Cantabrigienses по случаю смерти королевы Анны Датской.

## Семья
Женился на Анне Монтегю, дочери сэра Чарльза Монтегю из Боутона, в результате чего после смерти его тестя значительно увеличил своё состояние. В их семье родилось 14 детей.
В 1677 году Дадли Норту наследовал его старший сын, Чарльз Норт, 5-й барон Норт (1636—1691).
Его второй сын, достопочтенный Фрэнсис Норт (1637—1685), в 1683 году получил титул барона Гилфорда.
Четвёртый сын Дадли Норт (1641—1691) был экономистом, представителем меркантилистского направления в экономической науке. Входит в список «ста великих экономистов до Кейнса» по версии М. Блауга.
Пятый сын Джон Норт (1645—1683) был профессором греческого языка в Кембриджском университете, преподавал в Тринити-колледже (Кембридж).
Шестой сын Роджер Норт (1653—1734), юрист, историк и биограф.

## Избранные сочинения
- Narrative of Some Passages relating to the Long Parliament, London 1670.
- Observations and advices oeconomical, London 1669.
- Light in the way to Paradise. With other occasionals. London 1682.